# Choucoune

Choucoune (Créole haïtien : Choukoun) est une chanson haïtienne de la fin du XIXe siècle composée par Michel Mauléart Monton sur un poème d'Oswald Durand.
« Choucoune » est tout d'abord un poème lyrique de 1883 louant la beauté d'une haïtienne éponyme. Il est l'une des œuvres les plus célèbres d'Oswald Durand (1840-1906). L’histoire est tirée de la liaison que l’auteur a entretenue avec Marie- Noëlle Belizaire (~1853-1924), marabout et tenancière d’un boui-boui à Cap-Haïtien, surnommée Choucoune. En réalité, c’est elle qui le quitte à cause de ses infidélités répétées. 
Un pianiste américain né d'un père haïtien et d'une mère américaine en compose la musique en 1893, créant la mélodie à partir de fragments français et créoles. La Choucoune fut créée à Port-au-Prince le 14 mai 1893. La chanson est devenue une lente méringue (mereng), populaire en Haïti et a été abondamment mise en valeur pendant les célébrations du bicentenaire de Port-au-Prince en 1949.

## Versions
La version en anglais de « Choucoune » (Yellow Bird) paraît initialement sur l'album Calypso Holiday 1957, arrangée par Norman Luboff (en) et interprétée par sa chorale. Calypso est le style musical repris, alors populaire dans le monde anglophone au milieu de ces années 1950. Les paroles de "Yellow Bird" écrites par Alan et Marilyn Bergman n'ont aucun lien avec le récit du poème d'Oswald Durand, si ce n'est que ce poème comportant les mots « ti zwazo » (petits oiseaux) dans son refrain. 
La chanson haïtienne est parfois appelée « Ti Zwazo » ou « Ti Zwezo ».